# Saint-Lothain
Saint-Lothain és un municipi francès situat al departament del Jura i a la regió de Borgonya - Franc Comtat. L'any 2007 tenia 421 habitants.

## Demografia

### Població
El 2007 la població de fet de Saint-Lothain era de 421 persones. Hi havia 185 famílies de les quals 68 eren unipersonals (28 homes vivint sols i 40 dones vivint soles), 48 parelles sense fills, 61 parelles amb fills i 8 famílies monoparentals amb fills.
La població ha evolucionat segons el següent gràfic:
Habitants censats

### Habitatges
El 2007 hi havia 255 habitatges, 191 eren l'habitatge principal de la família, 49 eren segones residències i 16 estaven desocupats. 218 eren cases i 36 eren apartaments. Dels 191 habitatges principals, 147 estaven ocupats pels seus propietaris, 34 estaven llogats i ocupats pels llogaters i 9 estaven cedits a títol gratuït; 3 tenien una cambra, 8 en tenien dues, 25 en tenien tres, 53 en tenien quatre i 102 en tenien cinc o més. 159 habitatges disposaven pel capbaix d'una plaça de pàrquing. A 93 habitatges hi havia un automòbil i a 75 n'hi havia dos o més.

### Piràmide de població
La piràmide de població per edats i sexe el 2009 era:
| Homes | Edats   | Dones |
| ----- | ------- | ----- |
| 0     | 95 o +  | 0     |
| 4     | 90 a 94 | 0     |
| 4     | 85 a 89 | 4     |
| 0     | 80 a 84 | 4     |
| 8     | 75 a 79 | 12    |
| 16    | 70 a 74 | 12    |
| 12    | 65 a 69 | 32    |
| 0     | 60 a 64 | 4     |
| 4     | 55 a 59 | 8     |
| 12    | 50 a 54 | 12    |
| 20    | 45 a 49 | 4     |
| 16    | 40 a 44 | 12    |
| 28    | 35 a 39 | 24    |
| 12    | 30 a 34 | 16    |
| 12    | 25 a 29 | 20    |
| 4     | 20 a 24 | 4     |
| 16    | 15 a 19 | 0     |
| 28    | 10 a 14 | 20    |
| 16    | 5 a 9   | 24    |
| 8     | 0 a 4   | 8     |

## Economia
El 2007 la població en edat de treballar era de 251 persones, 197 eren actives i 54 eren inactives. De les 197 persones actives 182 estaven ocupades (96 homes i 86 dones) i 15 estaven aturades (7 homes i 8 dones). De les 54 persones inactives 19 estaven jubilades, 26 estaven estudiant i 9 estaven classificades com a «altres inactius».

### Ingressos
El 2009 a Saint-Lothain hi havia 192 unitats fiscals que integraven 471,5 persones, la mediana anual d'ingressos fiscals per persona era de 17.024 €.

### Activitats econòmiques
Dels 16 establiments que hi havia el 2007, 3 eren d'empreses alimentàries, 1 d'una empresa de fabricació d'altres productes industrials, 4 d'empreses de construcció, 1 d'una empresa de comerç i reparació d'automòbils, 2 d'empreses d'hostatgeria i restauració, 1 d'una empresa financera, 1 d'una empresa immobiliària, 2 d'empreses de serveis i 1 d'una empresa classificada com a «altres activitats de serveis».
Dels 5 establiments de servei als particulars que hi havia el 2009, 1 era un paleta, 1 guixaire pintor, 1 lampisteria, 1 electricista i 1 restaurant.
Dels 2 establiments comercials que hi havia el 2009, 1 era una botiga de menys de 120 m² i 1 una fleca.
L'any 2000 a Saint-Lothain hi havia 22 explotacions agrícoles que ocupaven un total de 432 hectàrees.

## Equipaments sanitaris i escolars
El 2009 hi havia una escola elemental integrada dins d'un grup escolar amb les comunes properes formant una escola dispersa.

## Poblacions més properes
El següent diagrama mostra les poblacions més properes.